# Армак (село)
Армак (рос. Армак) — село Джидинського району, Бурятії Росії. Входить до складу Сільського поселення Армакське.
Населення — 489 осіб (2015 рік).